# Озерянський заказник (Турійський район)
Озерянський заказник — загальнозоологічний заказник місцевого значення в Україні. Об'єкт розташований на території Турійського району Волинської області, біля села Озеряни та відноситься до ДП «Турійське ЛГ», Радовичівське л-во, кв. 16, вид. 2-5, 7-39; кв. 17, вид. 1-6, 8-47, 49, 50; кв. 18, вид. 1-5, 11-14, 16-25, 27-34, 37-48; кв. 19, вид. 1, 3-32, 34, 36-40, 43-59, 61, 62; кв. 20, вид. 1-8, 10-27; кв. 21, вид. 1-12, 15-51; кв. 22, вид. 1-6, 8-29, 31-47; кв. 23-24; кв. 25, вид. 1-4, 7-38, 41-50, 54, 56, 57; кв. 26, вид. 6, 7, 11, 12, 14, 15, 17, 19-21, 24, 26-32, 35. 
Площа — 2 736 га, статус отриманий у 1991 році.
У заказнику нараховується 12 озер карстового походження, зокрема: Пересіка, Гняльбище, Панське, Погоріле, Бережисте, Болотне, Озерянське, Пісочне, Зміїнець. 
Рослинність заказника представлена сосново-дубовим та березово осиковим лісом віком понад 80 років, а також чагарниками, заболоченими та лучно-степовими ділянками. 
Тут мешкають та розмножуються різні види фауни, зокрема лось, сарна європейська, свиня дика, куниця лісова, вивірка звичайна, заєць сірий, лисиця звичайна, борсук лісовий, їжак білочеревий та інші. Трапляються рідкісні види ЧКУ – журавель сірий та видра річкова, що занесені до Червоної книги України та додатків міжнародних природоохоронних конвенцій. 

## Галерея

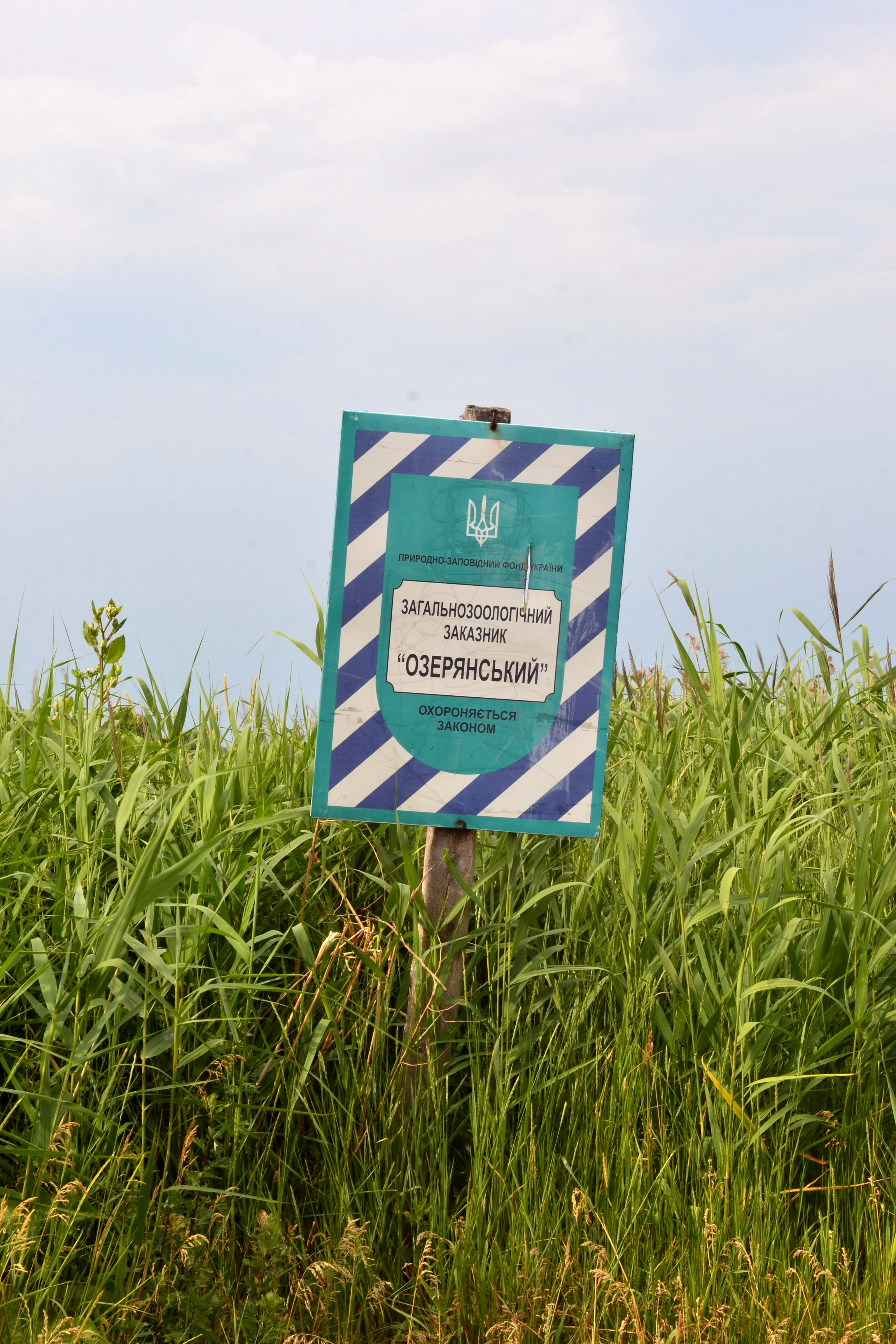
Охоронна дошка біля озера Озерянське
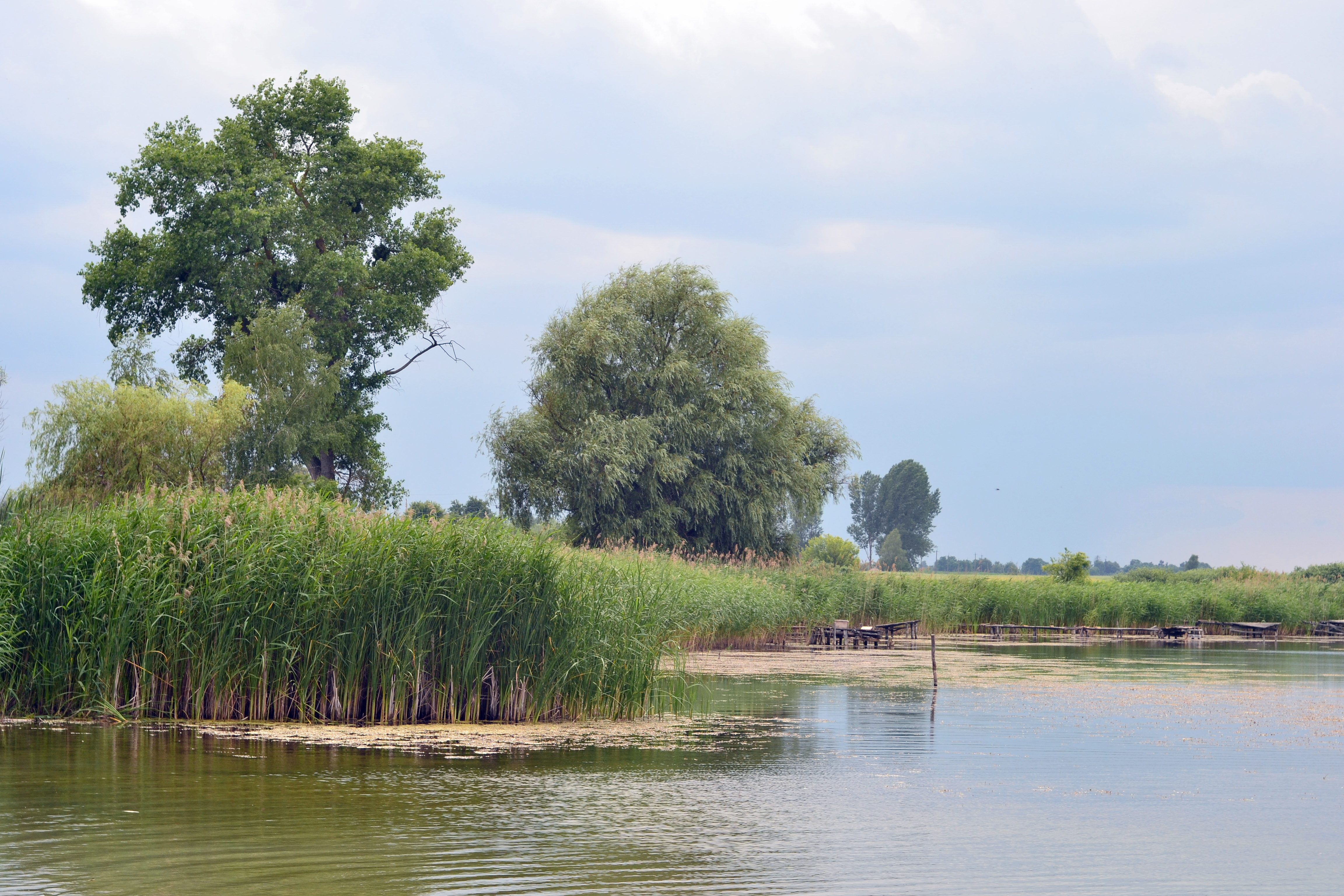
Озеро Озерянське
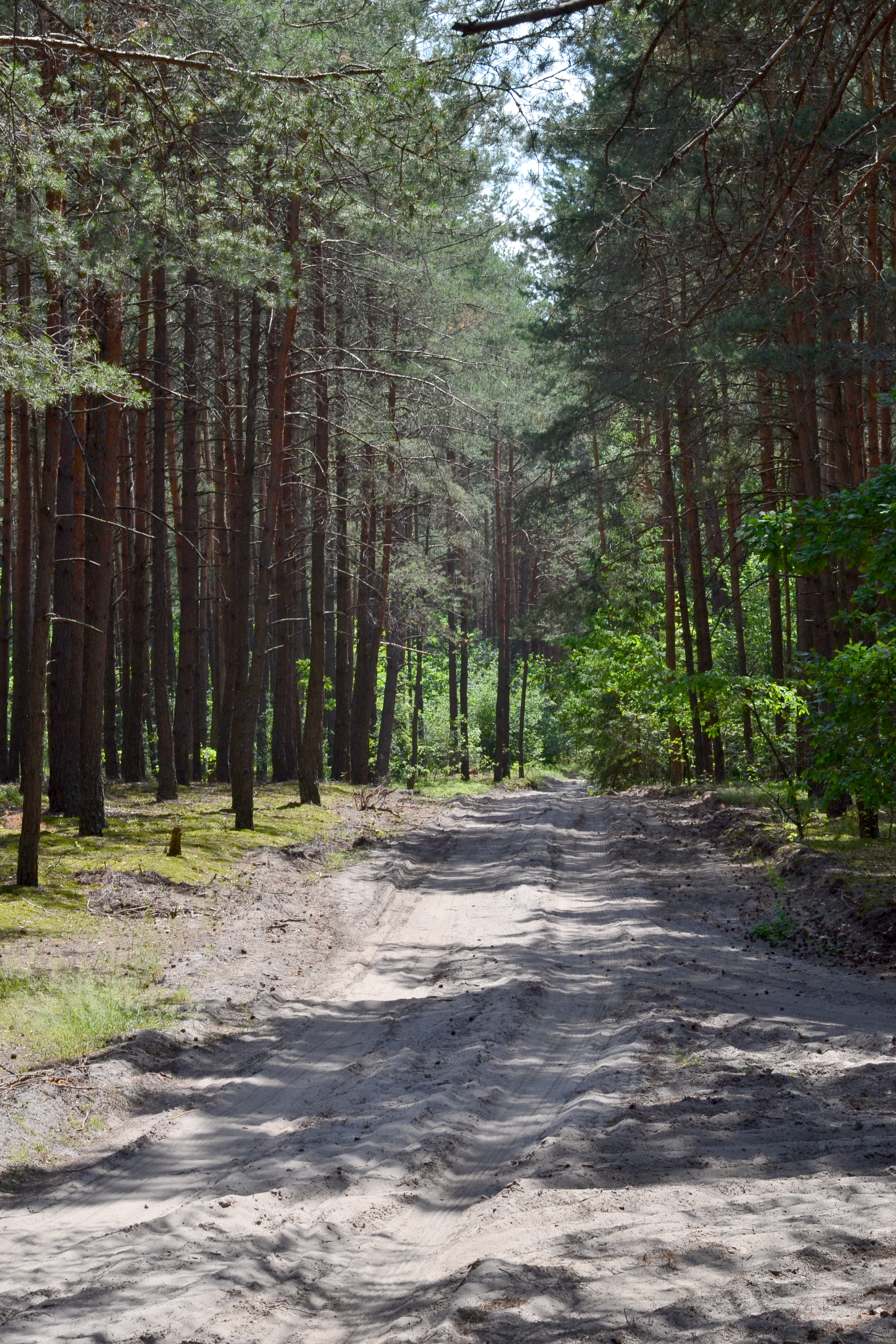
Дорога до озера Бережисте поблизу с.Сушибаба
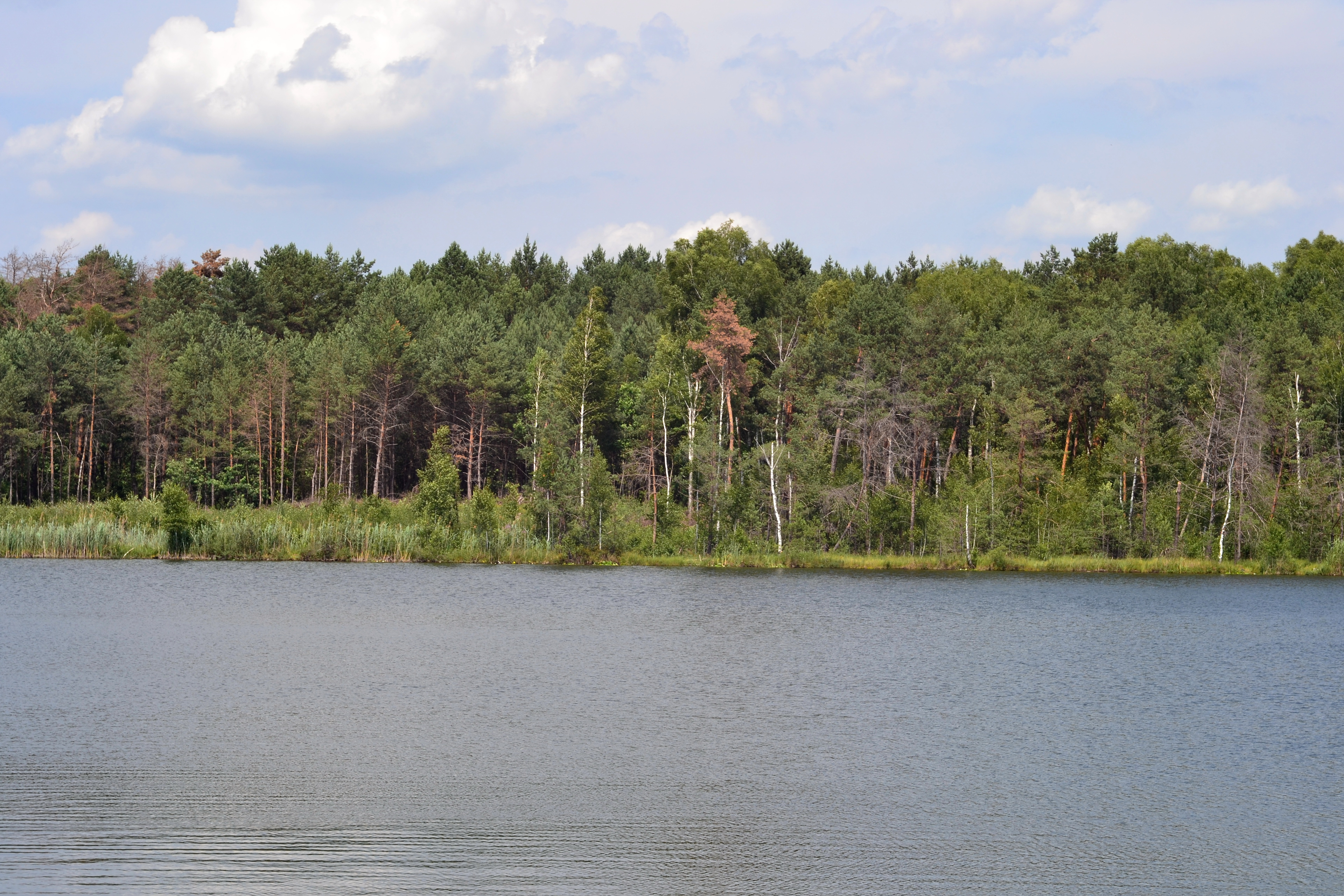
Озеро Бережисте (північний берег)
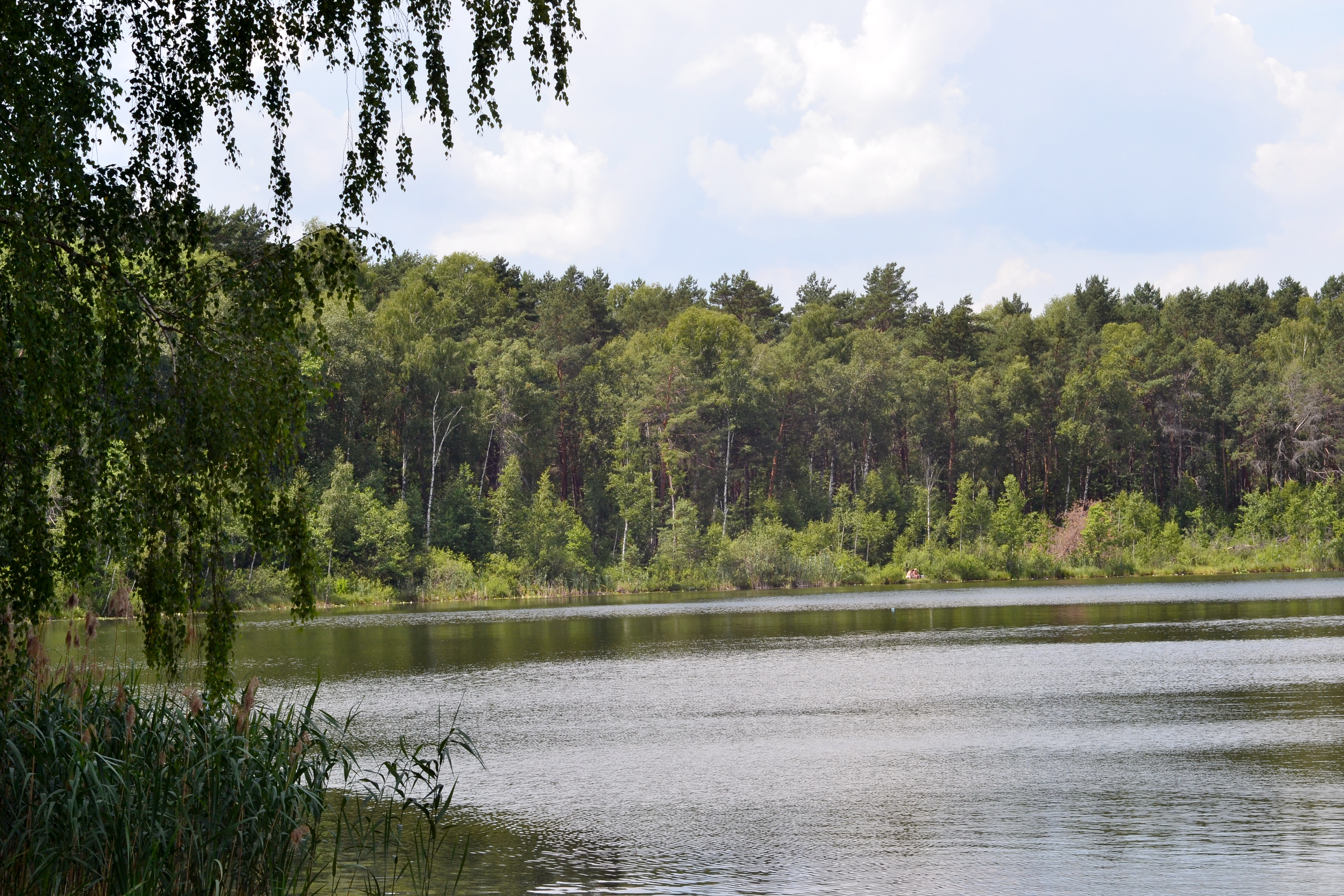
Озеро Бережисте (західний берег)